# Vito Galičič
Vito Galičič, slovenski veslač, * 12. maj 1989.
Galičič vesla za VK Bled. Leta 2007 je postal državni prvak v dvojnem dvojcu ter v dvojnem četvercu. Na Mladinskem svetovnem prvenstvu je istega leta v dvojnem četvercu osvojil srebrno medaljo. Leto pred tem je na Mladinskem svetovnem prvenstvu v četvercu brez krmarja osvojil bronasto medaljo. V isti disciplini je leta 2008 nastopil tudi na Svetovnem prvenstvu do 23 let.